# Теракт на Черкизовском рынке
Взрыв на Черкизовском рынке — террористический акт 21 августа 2006 года в Москве.

## Ход событий
21 августа 2006 года на одной из территорий Черкизовского рынка произошёл взрыв. В результате теракта погибли 14 человек (из них 8 погибли на месте, а остальные скончались в больницах), в том числе двое детей, и был ранен 61 человек. Среди погибших были шестеро граждан Таджикистана, три гражданина Узбекистана, гражданка Белоруссии, гражданин Китая и двое российских граждан. По сведениям очевидцев, сумку с взрывным устройством пронесли три человека, двоих из которых охране рынка удалось задержать.
Стало известно, что взрывное устройство было изготовлено кустарным способом неким Олегом Костаревым 1986 года рождения, химиком по образованию. По его показаниям, в организации взрыва на рынке участвовало пять человек, включая его самого. Костарёв и еще один исполнитель теракта — Илья Тихомиров, были задержаны очевидцами практически сразу же после взрыва.
Через некоторое время было установлено, что все подозреваемые были членами националистической организации «СПАС» позиционировавшей свои взгляды как патриотические. Кроме того, её активистам до того были предъявлены обвинения по ряду других преступлений на почве национальной неприязни. За несколько дней до взрыва на Черкизовском рынке один из них написал в своем дневнике: «Сейчас я планирую провести крупномасштабную террористическую акцию. Цель — убить несколько сотен врагов и остановить приток иммигрантов».
Костарёв и Тихомиров были задержаны прохожими на месте, через минуту после взрыва. 23 августа они были взяты под стражу.

## Предварительное следствие
24 августа 2006 года Прокуратура РФ предъявила обвинение Костарёву, Тихомирову и Жуковцову в умышленном убийстве двух и более лиц общеопасным способом по мотиву межнациональной и межрелигиозной розни. 
Организатор теракта Николай Королёв был задержан через 2 недели после теракта — 4 сентября 2006 года. 5 сентября ему предъявили аналогичное обвинение.
Следствие по делу продлилось около года. Уголовное дело растянулось на 40 томов.
7 августа 2007 года было объявлено об окончании расследования теракта. 

## Суд
4 декабря 2007 года дело было передано в Московский городский суд. 19 декабря 2007 состоялось предварительное слушание по делу, на котором обвиняемые потребовали рассмотрение дела судом присяжных заседателей.
Судебный процесс начался 30 января 2008 года. Он проходил в закрытом режиме.
15 мая 2008 года Мосгорсуд приговорил обвиняемых по делу об этом взрыве на сроки от 2 до 20 лет. К пожизненному лишению свободы были приговорены Николай Королёв, Илья Тихомиров, Олег Костарев и Сергей Климук.
В настоящее время Олег Костарев отбывает наказание в ИК-6 Чёрный дельфин в Оренбургской области, а Николай Королёв - в ИК-18 Полярная Сова в Ямало-Ненецком автономном округе.